# Vijay Tendulkar

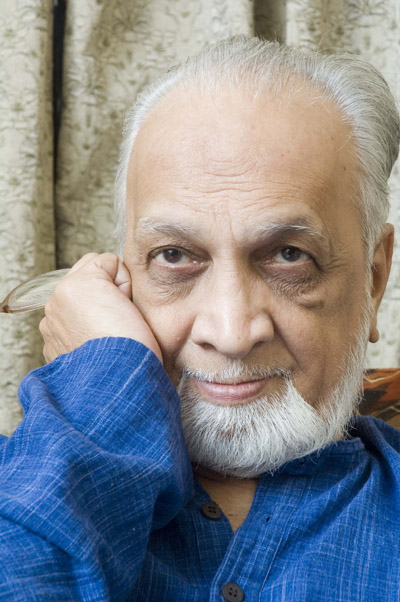
Vijay Tendulkar

Vijay Tendulkar (Marathi: विजय तेंडुलकर, Vijay Teṇḍulkar; * 6. Januar 1928 in Kolhapur; † 19. Mai 2008 in Pune, Maharashtra) war ein indischer Bühnen- und Drehbuchautor. Er schrieb überwiegend in seiner Muttersprache Marathi.

## Biografie
Vijay Tendulkar gehörte zusammen mit Girish Karnad, Mohan Rakesh und Badal Sircar zur neuen Generation des Realismus in der indischen Literatur- und Theaterszene. 1960 gründete er gemeinsam mit Arvind Deshpande, Vijaya Mehta und Shreeram Lagoo die avantgardistische Theatergruppe „Rangayan“. Seine Bühnenwerke der 1970er Jahre waren psychologische Studien von Gewalt mit Bezug zu aktueller Politik. Zu den bekanntesten gehören Sakharam Binder (1971), das Probleme mit der Zensur hatte, und Ghashiram Kotwal (1972), das er 1976 in ein Filmdrehbuch verarbeitete.
Seit den frühen 1970er-Jahren arbeitete Tendulkar auch für den Film. Sein Debüt 1971 war eine Bearbeitung eines eigenen Theaterstücks aus dem Jahr 1967 nach Friedrich Dürrenmatts Erzählung Die Panne. Tendulkars Geschichten waren häufig politische Rachedramen, die in ländlichen Gebieten angesiedelt sind. Dabei nahm er den Standpunkt ein, dass im Kampf der feudalen Herrscher mit den unterdrückten Kasten um die Macht die Unterdrückten im politischen Aufstieg unvermeidlich selbst zu Unterdrückern werden. Seine bekanntesten, ausschließlich dem indischen Kunstfilm zugehörigen Drehbücher entstanden für Shyam Benegals Nishant (1975) und Manthan (1976), Jabbar Patels Saamna (1975), Sinhasan (1979) und Umbartha (1981) sowie Govind Nihalanis Aakrosh (1980) und Ardh Satya (1983). Er war auch am Drehbuch von Saeed Akhtar Mirzas Debütfilm Arvind Desai Ki Ajeeb Dastaam (1978) beteiligt.
Tendulkar starb im Mai 2008 im Alter von 80 Jahren in einem Krankenhaus in Pune an den Folgen der seltenen Muskelschwächekrankheit Myasthenia gravis. Er hinterließ zwei Töchter. Seine Frau und seine Tochter Priya, die Schauspielerin war, waren vorverstorben.

## Auf Deutsch erschienen
„Ruhe, das Gericht tagt“, aus dem Englischen übersetzt von Christa Schuenke, in: Indische Stücke, hrsg. von Roland Beer, Henschelverlag Berlin 1989, S. 21–94

## Auszeichnungen
- 1970: Sangeet Natak Akademi Award
- 1977: National Film Award in der Kategorie Bestes Drehbuch für Shyam Benegals Manthan
- 1981: Filmfare Awards in den Kategorien Bestes Drehbuch und Beste Story für Govind Nihalanis Aakrosh
- 1984: Filmfare Award in der Kategorie Bestes Drehbuch für Govind Nihalanis Ardh Satya
- 1984: Padma Bhushan
- 1998: Ratna Sadasya
- 1999: Maharashtra Gaurav Puruskar